# 香港駐布魯塞爾經濟貿易辦事處

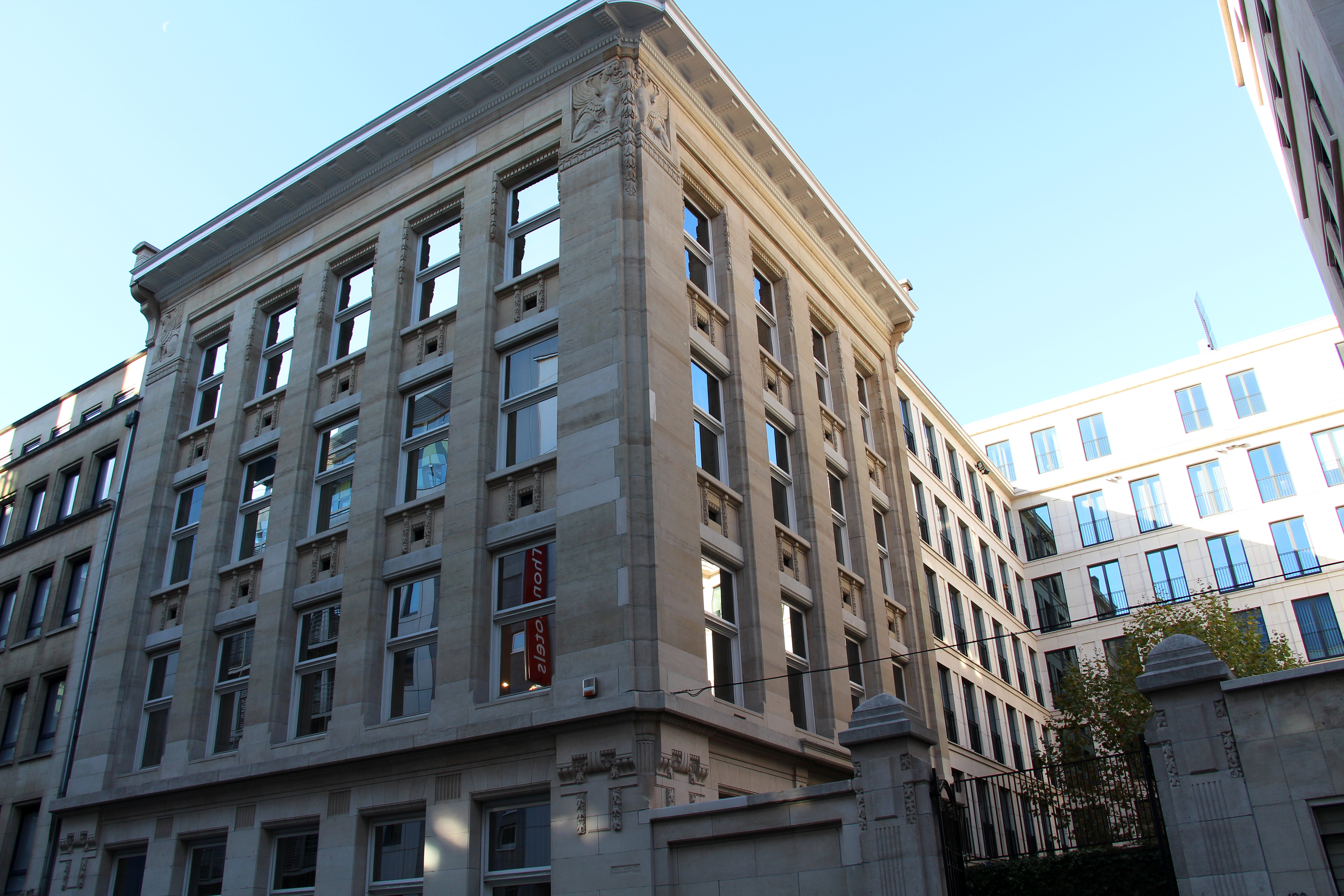
香港駐布魯塞爾經濟貿易辦事處

香港駐布魯塞爾經濟貿易辦事處（英語：Hong Kong Economic and Trade Office (Brussels)），簡稱香港駐布魯塞爾經貿辦，駐布魯塞爾經貿辦或駐布魯塞爾辦，中華人民共和國香港特別行政區政府在比利時布魯塞爾設立代表處。 
它成立於英屬香港時代的1965年。香港特別行政區政府駐歐洲聯盟和歐洲15個國家的官方機構，處理比利時，保加利亞，克羅地亞，塞浦路斯，法國，希臘，愛爾蘭，意大利，盧森堡，馬耳他，荷蘭，葡萄牙，羅馬尼亞，西班牙，土耳其與香港關係。該辦事處處長被稱為“香港駐歐洲聯盟特派代表”（英語：Special Representative for Hong Kong Economic and Trade Affairs to the European Union）。
辦事處促進與香港的雙邊貿易和投資，向商界和促進機構通報香港的重要發展。它亦會在有關國家的組織舉辦官方訪問，研討會和聯絡活動，並作為支持上述國家投資者在香港和中國大陸尋找商機的樞紐。 辦事處推動歐洲與香港在經貿，投資，旅遊，文化交流等各領域的相互合作。 它還幫助歐洲企業在香港投資和開展業務。歐洲其他國家由香港駐倫敦經濟貿易辦事處和香港駐柏林經濟貿易辦事處管轄。

## 香港駐歐洲聯盟特派代表列表
| 任次 | 處長   | 任期               | 備註  |
| ---- | ------ | ------------------ | ----- |
| 1    | 黃灝玄 | 1997年－2000年     | [ 4 ] |
| 2    | 翟信賢 | 2001年－2004年     | [ 4 ] |
| 3    | 黃灝玄 | 2004年－2005年     | [ 4 ] |
| 4    | 栢志高 | 2006年－2008年     | [ 5 ] |
| 5    | 周淑貞 | 2008年－2012年     | [ 6 ] |
| 6    | 黎蕙明 | 2012年－2015年     | [ 7 ] |
| 7    | 林雪麗 | 2015年－2019年     | [ 8 ] |
| 8    | 張國財 | 2019年－2022年10月 | [ 9 ] |
| 9    | 翁佩雯 | 2023年6月－        |       |

## 外部連結
- 香港駐布魯塞爾經濟貿易辦事處 （页面存档备份，存于） （英文）
- 香港駐布魯塞爾經濟貿易辦事處的Facebook專頁
- 香港駐布魯塞爾經濟貿易辦事處的Instagram帳戶